# Scott MacArthur
Scott MacArthur (Chicago, 1979. augusztus 6. –) amerikai színész és forgatókönyvíró.
Legismertebb alakítása Jimmy Shepherd, a Fox Mick kell a gyereknek! című vígjátéksorozatában. Mellékszerepeket játszott A bébiszitter – A kárhozottak királynője (2020), a Gyilkos Halloween (2021) és a Négy gólya (2024) című filmekben.

## Élete
1979. augusztus 6-án született Chicagóban. Testvére a szintén színész Hayes MacArthur, valamint sógora Ali Larter színésznőnek.

## Pályafutása
2017 és 2018 között a Fox Mick kell a gyereknek! című sorozatának főszereplője volt. MacArthurt eredetileg íróként vették fel a sorozathoz. Jimmy karakterét Nat Faxon játszotta a sorozat eredeti próbaepizódjában, annak tudatában, ha azt a sorozatba veszik, Faxon nem folytathatja tovább a szerepét. Miután felajánlotta a szerepet MacArthurnak, a Fox a sorozat debütálása előtt újra leforgatta a próbaepizódot.
Feltűnt a 2019-es Breaking Bad – Totál szívás epilógus filmben, az El Camino: Totál szívás – A filmben, mint Neil Kandy hegesztő-bűnöző. Visszatérő szerepet játszott Az erényes Gemstone-ékben, mint Scotty „az ördög”, aki egy idióta kaszkadőrből lett zsaroló.
2024 szeptemberében visszatérő szerepet kapott a készülő Spider-Noir szuperhős sorozatban.
2025 februárjában a Netflix A legértékesebb játékos című sorozatában Ness Gordont alakította, Kate Hudson karakterének, Isla Gordonnak az idősebb testvérét.

## Filmográfia

### Film
| Év   | Magyar cím                               | Eredeti cím                        | Szerep               | Magyar hang      |
| ---- | ---------------------------------------- | ---------------------------------- | -------------------- | ---------------- |
| 2011 |                                          | Answers to Nothing                 | Allan                |                  |
| 2012 |                                          | Good Satan                         | Frank                |                  |
| 2012 |                                          | The Longer Day of Happiness        | Bob                  |                  |
| 2012 | Napról napra                             | The Motel Life                     | Mori rendőrtiszt     |                  |
| 2013 | Kanos szellemvadászok                    | Ghost Team One                     | idősebb Kent         | Géczi Zoltán     |
| 2013 |                                          | Coldwater                          | Gillis               |                  |
| 2016 |                                          | The Diabolical                     | Chambers rendőrtiszt |                  |
| 2017 |                                          | Chuck Hank and the San Diego Twins | Marcel               |                  |
| 2019 | A világ pereme                           | Rim of the World                   | Lou                  |                  |
| 2019 | El Camino: Totál szívás – A film         | El Camino: A Breaking Bad Movie    | Neil Kandy           |                  |
| 2020 | A bébiszitter – A kárhozottak királynője | The Babysitter: Killer Queen       | Leeroy               | Kardos Róbert    |
| 2021 | A seregély                               | The Starling                       | Ralph, a kamionos    | Király Adrián    |
| 2021 | Gyilkos Halloween                        | Halloween Kills                    | Big John             | Janklovics Péter |
| 2022 |                                          | Family Squares                     | Chad Worth           |                  |
| 2023 | Barátnőt felveszünk                      | No Hard Feelings                   | Jim                  | Gémes Antos      |
| 2024 |                                          | Suncoast                           | Sweet n' Low         |                  |
| 2024 | Négy gólya                               | Incoming                           | Dennis               | Fehérvári Péter  |

### Televízió
| Év        | Magyar cím                        | Eredeti cím                   | Szerep                             | Megjegyzés                                           |
| --------- | --------------------------------- | ----------------------------- | ---------------------------------- | ---------------------------------------------------- |
| 2006      | Mad TV                            | Mad TV                        | Scott                              | 1 epizód                                             |
| 2007      | Gyilkos számok                    | Numb3rs                       | szemüveget viselő licitáló         | 1 epizód                                             |
| 2008      | A médium                          | Medium                        | Anton                              | 1 epizód                                             |
| 2008      | Mad Men – Reklámőrültek           | Mad Men                       | Jim                                | 1 epizód                                             |
| 2011      | A tökéletes pár                   | Perfect Couples               | Trevor                             | 1 epizód                                             |
| 2011      |                                   | Jimmy Kimmel Live!            | Hap / Marine                       | 1 epizód                                             |
| 2011–2012 | Hogyan legyünk szobatiszták?      | How to Be a Gentleman         | Tom                                | 2 epizód                                             |
| 2012      | A hidegsebész                     | Body of Proof                 | Rob Martin                         | 1 epizód                                             |
| 2012      | NCIS: Los Angeles                 | NCIS: Los Angeles             | Neil Barlow                        | 1 epizód                                             |
| 2013      | NCIS                              | NCIS                          | Luke Grismer másodosztályú altiszt | 1 epizód                                             |
| 2014      |                                   | The Mindy Project             | Bush                               | 1 epizód                                             |
| 2016      | Angie Tribeca – A törvény nemében | Angie Tribeca                 | Gordon Manhattan                   | 1 epizód                                             |
| 2017–2018 | Mick kell a gyereknek!            | The Mick                      | Jimmy Shepherd                     | - főszerep (35 epizód) - magyar hangja: - Szabó Máté |
| 2019      |                                   | Weird City                    | Ray                                | 1 epizód                                             |
| 2019      |                                   | Florida Girls                 | Devo                               | 2 epizód                                             |
| 2019      | Az erényes Gemstone-ék            | The Righteous Gemstones       | Scotty / Az ördög                  | 8 epizód                                             |
| 2020      | Superstore – Az agyament műszak   | Superstore                    | Benny                              | 1 epizód                                             |
| 2021      | Lucifer az Újvilágban             | Lucifer                       | Adam                               | 1 epizód                                             |
| 2021      |                                   | Total Badass Wrestling        | Mitch Marvelous                    | főszerep (10 epizód)                                 |
| 2022–2023 |                                   | Killing It                    | Brock                              | 13 epizód                                            |
| 2023      | Világtörténelem, 2. rész          | History of the World, Part II | férfi                              | 2 epizód                                             |
| 2023      | Bubbi Guppik                      | Bubble Guppies                | Billy Joe Strumlouder (hangja)     | 1 epizód                                             |
| 2023      |                                   | Physical                      | Rusty                              | 2 epizód                                             |
| 2024      |                                   | The Vince Staples Show        | Boucher rendőrtiszt                | 1 epizód                                             |
| 2024      | Haver, ez Florida!                | It's Florida, Man             | Mike ügyvéd                        | 1 epizód                                             |
| 2024      |                                   | St. Denis Medical             | Télapó                             | 1 epizód                                             |
| 2025–     | A legértékesebb játékos           | Running Point                 | Ness Gordon                        | - főszerep - magyar hangja: - Hamvas Dániel          |
| 2026      |                                   | Spider-Noir                   | ismeretlen szerep                  | visszatérő szerep                                    |